# 寺居高志
寺居 高志（てらい たかし、1982年1月4日 - ）は、滋賀県出身の、日本の柔道選手である。階級は66kg級。身長169cm。組み手は右組み。得意技は内股。

## 経歴
柔道は6歳の時に誠道館島柔道クラブで始めた。なお、弟の大志は５歳から柔道を始める。安土中学から平安高校へ進んだ。弟の大志も安土中学から平安高校へ進んだ。高校2年の時にはインターハイ66kg級の3回戦で敗れた。3年の時には初戦で敗れた。この時、弟の大志は73kg級で3位に入った。明治大学へ進むと、2年の時に全日本ジュニアと正力杯で優勝を飾った。この時弟の大志はインターハイで優勝している。アジアジュニアでは2位にとどまった。3年の時には選抜体重別で3位になると、正力杯から名称の変わった学生体重別では2連覇を達成した。講道館杯では3位に入った。嘉納杯でも3位となった。3年の時には学生体重別で2位にとどまった。4年の時にはユニバーシアードで優勝を飾った。2004年に旭化成の所属となった。2007年には環太平洋柔道選手権大会で優勝した。2008年の選抜体重別では決勝まで進むも、会社の3年先輩である内柴正人に腕挫十字固で敗れて2位だった。東アジア選手権では3位にとどまった。

## 戦績
- 2001年 -　全日本ジュニア　優勝
- 2001年 -　正力杯　優勝
- 2001年 -　アジアジュニア　2位
- 2002年 -　ベルギー国際　優勝
- 2002年 -　選抜体重別　3位
- 2002年 -　学生体重別　優勝
- 2002年 -　講道館杯　3位
- 2003年 - 嘉納杯　3位
- 2003年 -　選抜体重別　3位
- 2003年 -　バルセロナ国際　2位
- 2003年 -　ユニバーシアード　優勝
- 2003年 -　学生体重別　2位
- 2004年 -　韓国国際　3位
- 2005年 -　実業個人選手権　2位
- 2006年 -　選抜体重別　3位
- 2007年 -　環太平洋柔道選手権大会　優勝
- 2007年 -　講道館杯　3位
- 2008年 -　選抜体重別　2位
- 2008年 -　実業個人選手権　2位
- 2008年 -　東アジア選手権　3位
- 2009年 -　実業個人選手権　3位

(出典、JudoInside.com)。